# Katiadi
Karimganj (en bengali : কটিয়াদি) est une upazila du Bangladesh dans le district de Kishoreganj. En 1991, on y dénombrait 264 501 habitants.